# Droite (politique)
Pour les articles homonymes, voir Droite.
 (18 avril 2025).
En politique, le terme de droite désigne à l'origine la partie droite de l'Assemblée nationale élue lors de la Révolution française. Les députés favorables au régime monarchique se placèrent à droite de l'hémicycle, désignant ceux qui sont restés attachés à une vision conservatrice de la politique.
La droite regroupe généralement des courants politiques ayant une doctrine ou une tradition libérale sur le plan économique et conservatrice sur le plan sociétal,. La droite exprime ces positionnements par un attachement à l'économie de marché, l'autorité, la famille traditionnelle, la religion, l'identité nationale et aux traditions de manière générale,,.
D'après Michel Winock, on ne devrait pas parler de droite au singulier, mais davantage des droites, qui, dès l'origine, ont divergé et se sont opposées. Les mouvements de droite connaissent en effet une grande diversité en fonction des pays et de sociétés  allant du conservatisme libéral inscrit dans la démocratie, majoritaire en Europe occidentale et septentrionale, au nationalisme conservateur autoritaire, plus implanté en Russie et en Europe orientale et méridionale, en passant par le mouvement libertarien aux Amériques, l'islamo-conservatisme dans les pays à majorité musulmane ou encore le nationalisme hindou dans le sous-continent indien.

## Concept

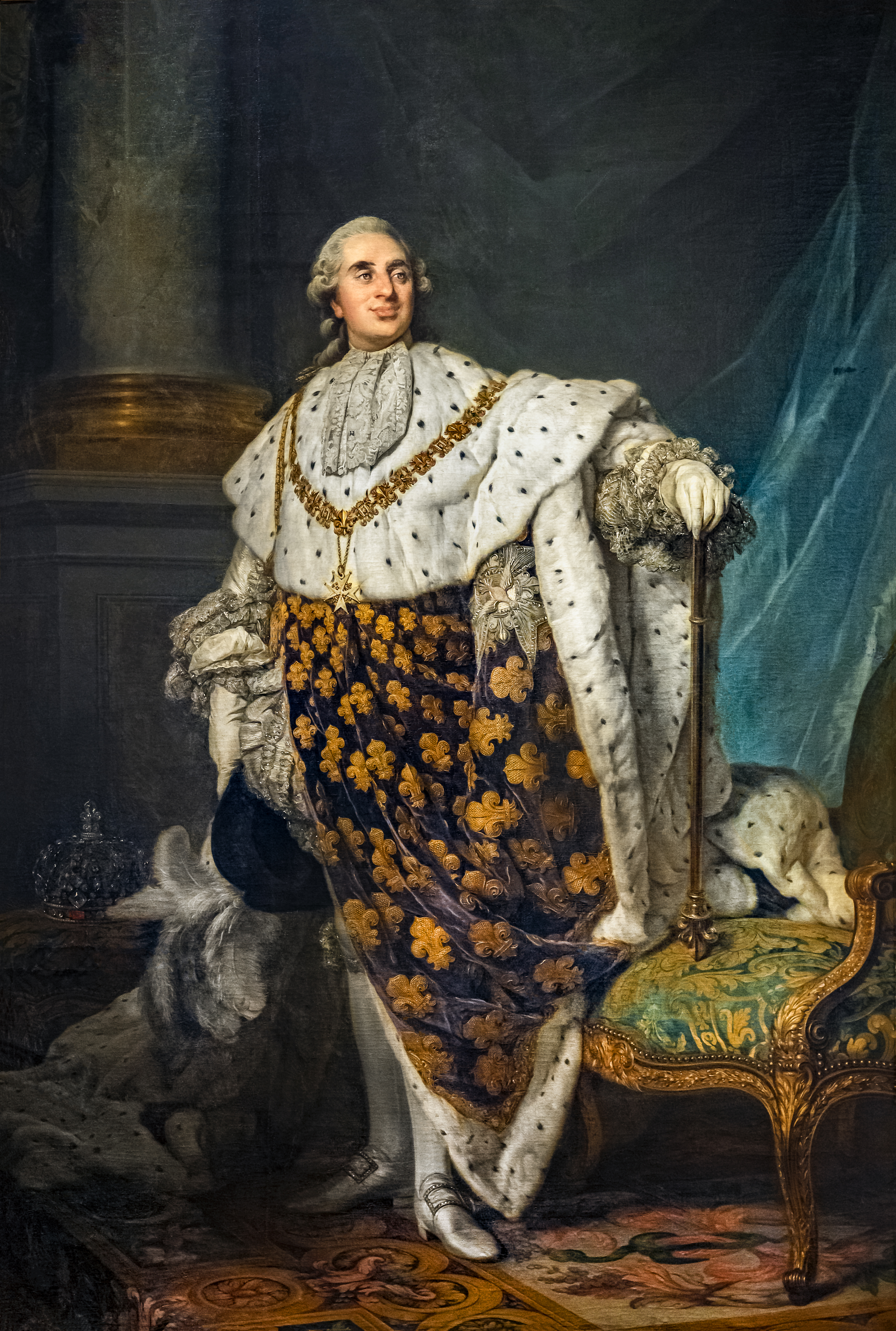
Le traitement du roi français Louis XVI est l'objet de profondes divisions dans le paysage politique français après 1789 : la question du veto royal sur les décisions de l'Assemblée, puis celle de la condamnation à mort du roi,. Ce sont les premières controverses qui vont diviser ce qui sera convenu d'appeler la Droite et la Gauche.

L'origine du terme « droite » remonte à la Révolution française, bien qu'il faille un certain temps avant que cette division devienne caractéristique de la politique française. Lors des débats de l'Assemblée constituante de la monarchie constitutionnelle de 1791 et à la position occupée par les partis politiques dans l’hémicycle. Lors du vote sur la question du veto royal le 27 août 1789, les députés favorables au maintien d'un pouvoir de blocage du roi, c’est-à-dire d'un contrôle du pouvoir législatif par l'exécutif, c'est-à-dire les députés favorables au veto, royalistes et conservateurs, se rangèrent à droite du président de séance, les députés hostiles au veto royal se rangèrent à gauche.
Ils se placèrent à droite car symboliquement la droite représente dans la tradition ce qui est préférable et doit servir de règle. On retrouve notamment ce sens dans les expressions suivantes : « Être assis à la droite du père » et « Être le bras droit de quelqu'un ». En latin, « dexter » veut d'ailleurs dire « à droite » ou « favorable », tandis que « sinister » est « à gauche » ou de « mauvais augure ».
La pratique est restée et s'est ensuite largement étendue dans le reste de l'Europe[réf. nécessaire].

## Histoire

### En France

#### Révolution française
Il faut distinguer dès sa création deux branches de la droite : la droite contre-révolutionnaire, hostile à tous changements et réformes induits par le processus révolutionnaire, cherchant à préserver l'Ancien Régime ; et la droite libérale, avec à sa tête Jean-Joseph Mounier, qui recherche des réformes profondes de la France d'alors, avec comme modèle la monarchie parlementaire anglaise.
On a aussi pu évoquer les Girondins, ancêtres de la droite, ainsi que les Montagnards (qui siégeaient haut dans l'hémicycle), qui représentaient alors la gauche, ainsi que la Plaine, sorte de centre d'alors.
Le fait de devenir majoritaire pour les opposants d'origine, n'a pas entraîné de permutation de places dans l'Assemblée. La disparition du royalisme n'a pas non plus modifié la structuration des places de l'Assemblée.
Les mots droite et gauche sont chargés de signification symbolique. Il est constant à travers les cultures qu'il y ait une prééminence pour la droite, qui peut exprimer la droiture, la dextérité tandis que la gauche renvoie à l'idée de détour, ou d'instabilité, d'erreur[réf. nécessaire]. Il est une autre division, que le succès de la division droite-gauche met au second plan : c'est la division haut-bas. Cette dernière implique plus franchement une hiérarchie des catégories ordonnées et est pour cela rejetée par la révolution française au profit des deux pôles droite-gauche alignés sur un plan horizontal.
L'historien Dale Van Kley considère que les origines de la droite seraient beaucoup plus lointaines que leur formalisation. Elles remonteraient au moins à la fondation du parti dévot, vers 1750, voire à la ligue ultra-catholique et gallicane des guerres de Religion du XVIe siècle. À l'inverse, les origines de la gauche seraient, selon ce même auteur, à chercher dans le jansénisme voire dans le calvinisme.

#### Troisième république
- La Troisième République est gouvernée à gauche jusqu’en 1902 (René Rémond), cette conclusion étant « ratifiée par l’école historique française » (Jean-François Sirinelli).
- La Troisième République est gouvernée au centre et non pas à gauche jusqu’en 1902. C'est le point de vue de Jean-Pierre Rioux[9], qui est contesté par Jacques Julliard.
- Il n’existe pas d’homme de gauche au XIXe siècle, selon Alain Corbin[10]. Cela reste contesté par Jacques Julliard et Maurice Agulhon.
- Au XIXe siècle, le langage gauche-droite était réservé à la topographie parlementaire. C’est seulement vers 1900 qu’il commence à se répandre dans la population. Ce fait, établi par Marcel Gauchet[11], est entériné par Jacques Julliard[12], ainsi que par les nouvelles générations qui étudient le sujet[13].

### Dans le monde

#### Royaume-Uni

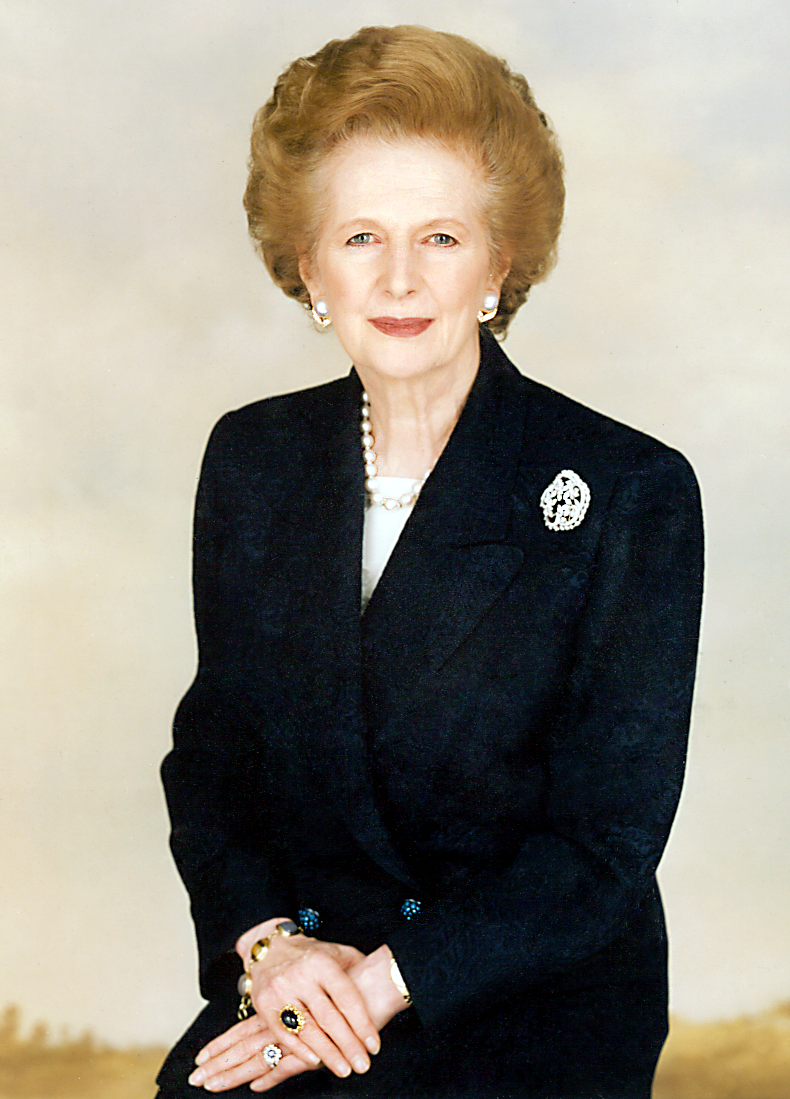
Margaret Thatcher, une des premières femmes chef de gouvernement du monde moderne, en lançant la révolution conservatrice de la décennie 1980, est caractéristique de la droite de la deuxième moitié du XXe siècle, tant par ses positions conservatrices que par son libéralisme économique.

Au Royaume-Uni, le Parti conservateur, également connu sous le nom de Tories, est le principal parti politique conservateur. Fondé en 1834, il a évolué pour devenir une force dominante dans la politique britannique. Formé en 1834 sous Robert Peel, le Parti conservateur s’est d’abord concentré sur la préservation des institutions traditionnelles et des hiérarchies sociales, tout en soutenant le libre-échange. Au XXe siècle, le conservatisme britannique a pris des formes variées. Sous Winston Churchill et Harold Macmillan, les conservateurs ont soutenu un modèle économique de consensus, équilibrant intervention de l'État et libre marché.
Le positionnement politique du Parti conservateur est centré sur la défense du marché libre, le respect de la propriété privée et la promotion de la responsabilité individuelle. Historiquement, les conservateurs britanniques ont été des défenseurs du monarchisme et de l'Église anglicane, bien que ces aspects aient moins d'importance dans le discours moderne. Le parti prône également une politique étrangère pragmatique et un rôle fort de l'État dans la défense et la sécurité.
Sous les leaderships de figures telles que Margaret Thatcher, le Parti conservateur a mis en avant des politiques de déréglementation économique, de privatisation et de réduction de l'influence des syndicats, reflétant une tendance néolibérale. Cependant, le parti maintient un engagement envers des institutions traditionnelles et des valeurs sociales conservatrices, telles que le soutien à la famille et la souveraineté nationale. Au XXIe siècle, le Parti conservateur a poursuivi son adaptation aux nouvelles réalités politiques. David Cameron, Premier ministre de 2010 à 2016, a introduit des politiques d'austérité en réponse à la crise financière de 2008 et a dirigé le pays lors du référendum sur l'Union européenne. Boris Johnson, élu en 2019, a marqué son mandat par la réalisation du Brexit, une décision qui a redéfini les relations du Royaume-Uni avec l’Europe et l’a plongé dans une série de défis post-Brexit, dont les questions de commerce, d'immigration et de politique internationale.

#### États-Unis
La droite américaine, incarnée principalement par le Parti républicain, a évolué depuis ses origines au XIXe siècle. Ce parti a évolué pour devenir l'un des deux principaux partis politiques du pays. Le positionnement politique du Parti républicain est caractérisé par un engagement en faveur du libre marché, des réductions d'impôts, de la déréglementation et du fédéralisme, qui prône une limitation du pouvoir du gouvernement fédéral au profit des États individuels. Le Parti républicain met également l'accent sur des valeurs sociales conservatrices, telles que l'opposition à l'avortement, la défense du droit de porter des armes et le soutien à des politiques familiales traditionnelles. Sur le plan international, le parti adopte généralement une posture interventionniste, soutenant une politique étrangère forte et une défense robuste.
Le Parti républicain a été fondé en 1854 en tant qu'opposition à l'expansion de l'esclavage, avec Abraham Lincoln comme premier président. Ce parti a d'abord représenté des positions antiesclavagistes et fédéralistes, mais a progressivement évolué vers un conservatisme économique et social plus marqué. Abraham Lincoln, républicain, s'est opposé aux démocrates du Sud esclavagistes et le mouvement progressiste a soutenu le président Theodore Roosevelt.
Au début du XXe siècle, les Républicains ont souvent adopté des politiques pro-business, comme en témoignent les administrations de Calvin Coolidge et Herbert Hoover. Cependant, la Grande Dépression a conduit à un renouveau des politiques économiques avec une plus grande intervention de l'État.
Depuis les années 1960 avec la candidature de Barry Goldwater à l'élection présidentielle de 1964, puis la révolution conservatrice menée sous Ronald Reagan, le parti républicain est globalement considéré comme plus conservateur.Les années 1980 ont marqué un tournant avec l'élection de Ronald Reagan, qui a promu des politiques néolibérales, y compris des réductions d'impôts et une dérégulation économique. Cette période a consolidé une orientation économique conservatrice au sein du Parti républicain. Au XXIe siècle, la droite américaine a pris un tournant plus populiste sous Donald Trump, avec des politiques nationalistes et une rhétorique anti-immigration. Les débats actuels continuent de se concentrer sur les questions économiques, de justice sociale et de politique étrangère.

#### En Allemagne
Au XIXe siècle, la droite allemande était principalement monarchique, soutenant la préservation des institutions traditionnelles sous l'Empire allemand. Le Parti conservateur a joué un rôle important dans cette période.
Après la Seconde Guerre mondiale, la droite allemande a connu une résurgence sous la forme du Parti chrétien-démocrate (CDU), fondé en 1945. Dirigé par Konrad Adenauer, le CDU a joué un rôle clé dans la reconstruction de l'Allemagne de l'Ouest, en adoptant des politiques économiques libérales et en soutenant l'intégration européenne. Depuis la réunification en 1990, le CDU continue d’être influent dans la politique allemande.

#### Dans les pays scandinaves
Dans les pays scandinaves, la droite politique a traditionnellement été modérée et intégrée dans des systèmes de bien-être social. Au XIXe siècle, les partis conservateurs, comme le Parti des modérés en Suède et le Parti conservateur en Norvège, soutenaient la monarchie constitutionnelle et les traditions établies.
Après la Seconde Guerre mondiale, les partis de droite scandinaves ont adapté leurs politiques pour s'accorder avec les systèmes de bien-être social en développement. Ils ont soutenu des politiques de marché libre tout en acceptant les compromis nécessaires avec les partis social-démocrates dominants. Aujourd’hui, les partis de droite scandinaves continuent de promouvoir des politiques économiques libérales tout en abordant les questions contemporaines telles que l’immigration et la sécurité sociale.

#### En Italie
La droite italienne du XIXe siècle était monarchique, soutenant le royaume d'Italie naissant et ses institutions conservatrices. Cependant, le fascisme a marqué un tournant radical avec l’arrivée de Benito Mussolini au pouvoir en 1922. Le régime fasciste a promu un nationalisme extrême et une dictature autoritaire jusqu’en 1943, lorsqu'il a été renversé par les Alliés.
Après la Seconde Guerre mondiale, la droite italienne a été représentée par le Parti de la Démocratie Chrétienne, dominant la politique italienne pendant plusieurs décennies avec des politiques économiques modérées. Depuis les années 1990, des partis comme Forza Italia de Silvio Berlusconi et la Lega de Matteo Salvini ont pris le devant de la scène avec des orientations libérales et nationalistes.

#### En Russie
Au XIXe siècle, la droite en Russie était fortement liée au régime tsariste, soutenant la monarchie absolue et les valeurs traditionnelles de l'Église orthodoxe. Les conservateurs appuyaient l'autorité centrale et la hiérarchie sociale, rejetaient les mouvements libéraux et réformistes, et soutenaient le maintien du servage jusqu'à sa suppression en 1861 par Alexandre II.
La Révolution de 1917 a mis fin à la monarchie tsariste, et les bolcheviks ont instauré un régime communiste. Sous l'URSS, la droite traditionnelle a été supprimée et remplacée par un régime totalitaire. Après l'effondrement de l'URSS en 1991, la Russie a vu la résurgence de la droite politique dans un contexte démocratique. Les années 1990 ont été marquées par des partis de droite libéraux comme le Parti Union des forces de droite.
Au XXIe siècle, la droite russe a été dominée par le Parti Russie Unie, dirigé par Vladimir Poutine. Ce parti adopte une politique nationaliste, conservatrice et autoritaire, favorisant un renforcement de l'État et des valeurs traditionnelles russes tout en promouvant des politiques économiques de marché.

#### En Europe de l'Est et centrale
En Europe de l'Est, la droite était généralement associée aux monarchies et aux systèmes féodaux. Les partis conservateurs soutenaient l'ordre traditionnel et l'autorité des monarques, avec des variantes spécifiques selon les pays : en Autriche-Hongrie, en Pologne et dans les Balkans, la droite était souvent liée à l'aristocratie et aux institutions religieuses. Après la Première Guerre mondiale, de nombreux pays d'Europe de l'Est ont vu l'émergence de régimes autoritaires de droite. En Hongrie, Miklós Horthy a dirigé un gouvernement conservateur autoritaire jusqu'à 1944. En Pologne, la droite nationaliste a soutenu des régimes autoritaires et anti-communistes.
Après la Seconde Guerre mondiale, la région a été dominée par des régimes communistes, mais avec la chute du bloc soviétique en 1989, de nombreux pays d'Europe de l'Est ont connu un renouveau de la droite. En Pologne, le Parti Droit et Justice (PiS) a émergé comme une force de droite nationale et conservatrice depuis les années 2000. En Hongrie, Viktor Orbán, avec son parti Fidesz, a mis en place des politiques nationalistes et anti-immigration depuis 2010.
Au XXIe siècle, la droite en Europe de l'Est est caractérisée par un mélange de nationalisme, conservatisme social et scepticisme envers l'Union européenne. Les partis de droite et d'extrême droite, tels que le PiS en Pologne, le Fidesz en Hongrie et le Parti des Gens de Lettonie, jouent un rôle important dans la politique régionale, souvent en adoptant des positions eurosceptiques et anti-immigration.

#### En Amérique latine
Au XIXe siècle, les mouvements conservateurs en Amérique latine étaient souvent associés aux élites coloniales et post-coloniales, qui favorisaient un gouvernement centralisé et la protection des intérêts terriens et commerçants. Les conservateurs étaient généralement opposés aux idées libérales et républicaines émergentes et cherchaient à maintenir les structures sociales et économiques traditionnelles. Au début du XXe siècle, les mouvements de droite en Amérique du Sud étaient souvent associés aux élites terriennes et aux classes commerçantes, qui favorisaient la stabilité politique et la protection des intérêts économiques traditionnels.
La période allant des années 1950 aux années 1980 a été marquée par la montée des régimes militaires de droite, souvent soutenus par les États-Unis dans le contexte de la guerre froide. Ces régimes étaient caractérisés par des politiques autoritaires, la répression des opposants politiques et des réformes économiques néolibérales.
Les années 1980 et 1990 ont vu une transition vers des régimes démocratiques dans toute l'Amérique du Sud, avec une continuation des politiques économiques libérales dans de nombreux pays. Cette période a été marquée par la libéralisation des marchés, la privatisation des entreprises d'État et l'ouverture aux investissements étrangers. Au XXIe siècle, la droite sud-américaine a continué d'évoluer, souvent en réaction aux gouvernements de gauche qui ont dominé la scène politique dans les années 2000. Les mouvements de droite contemporains sont souvent caractérisés par un mélange de néolibéralisme économique, de conservatisme social et de populisme. Au Brésil : Jair Bolsonaro, élu en 2018, a adopté une rhétorique populiste et autoritaire, tout en appliquant des politiques économiques libérales sous l'égide de son ministre de l'Économie, Paulo Guedes.

#### Japon, Corée du Sud et Taïwan

##### Au Japon
Au XIXe siècle, le Japon était marqué par des bouleversements politiques majeurs avec la fin de l'ère Edo et le début de l'ère Meiji. La droite politique de cette période, incarnée par les conservateurs et les nationalistes, soutenait la modernisation tout en préservant la culture et les traditions japonaises. Le Parti Libéral, qui prônait des réformes tout en respectant les valeurs traditionnelles, et les factions militaristes ont joué un rôle important.
Après la Seconde Guerre mondiale, la droite japonaise s'est orientée vers un nationalisme économique et un conservatisme social. Le Parti Libéral-Démocratique (PLD), fondé en 1955, est devenu un acteur central. Ce parti a soutenu la croissance économique rapide du Japon tout en favorisant des politiques de sécurité nationale strictes. À partir des années 1980, la droite a aussi intégré des éléments plus libéraux économiquement, promouvant des réformes économiques et un rôle plus actif du Japon sur la scène internationale.
Depuis les années 2000, la droite japonaise, sous la direction de figures comme Shinzo Abe, a accentué son nationalisme et ses efforts pour réviser la Constitution pacifiste du pays, tout en mettant l'accent sur la sécurité nationale et le renforcement de la position du Japon dans le monde.

##### À Taïwan
À Taïwan, le paysage politique a évolué de manière significative après la fin de la guerre civile chinoise en 1949. Le Kuomintang (KMT), dirigé par Chiang Kai-shek, a gouverné Taïwan en tant que régime autoritaire anticommuniste avec des politiques de droite centrées sur le nationalisme chinois et l'antagonisme envers le communisme.
Après la fin de la loi martiale en 1987 et les réformes démocratiques des années 1990, le KMT s'est transformé en un parti politique démocratique avec une orientation plus modérée sur les questions de politique intérieure, mais il a conservé un positionnement de droite en matière de politique économique et de relations internationales. Le KMT prône un équilibre pragmatique entre l'ouverture économique et la préservation des liens avec la Chine continentale.

##### En Corée du Sud
En Corée du Sud, la droite politique a une histoire marquée par la guerre de Corée et la dictature militaire des années 1960 et 1970, dirigée par Park Chung-hee. Cette période a vu la droite soutenir des politiques de développement économique rapide et un nationalisme fort, souvent au détriment des libertés démocratiques.
Depuis les années 1980, avec la transition vers la démocratie, les partis de droite en Corée du Sud, notamment le Parti Grand National (aujourd'hui le Parti des pouvoirs populaires), ont mis l'accent sur des politiques économiques libérales, la sécurité nationale, et des relations solides avec les États-Unis. Les gouvernements de droite ont souvent adopté une position dure vis-à-vis de la Corée du Nord tout en promouvant des réformes économiques et des relations internationales actives.
Au XXIe siècle, la droite sud-coréenne continue de privilégier la stabilité économique, le renforcement des alliances internationales, et une politique ferme envers le régime nord-coréen, tout en cherchant à maintenir une position compétitive dans l'économie mondiale.

#### Inde
La droite en Inde, à l'époque moderne, a émergé de la lutte pour l'indépendance et des mouvements politiques qui ont façonné la période post-coloniale. Jusqu'au début des années 1980, le Parti du Congrès dominait la politique indienne, prônant des politiques socialistes et de développement centralisé. La droite, en revanche, était représentée par des partis comme le Bharatiya Jana Sangh (BJS), fondé en 1951, qui s'opposait au socialisme et se concentrait sur un agenda nationaliste hindou et une approche plus conservatrice de la société.
La transformation majeure est survenue avec la formation du Bharatiya Janata Party (BJP) en 1980, successeur du BJS. Le BJP a connu une montée en puissance au début des années 1990, période marquée par des événements comme la démolition de la mosquée Babri Masjid en 1992, qui a catalysé une résurgence du nationalisme hindou. Sous la direction de figures comme Atal Bihari Vajpayee et Lal Krishna Advani, le BJP a promu une vision de l'Inde axée sur la culture hindoue, la nationalisme et la privatisation économique.
Depuis 2014, sous la direction de Narendra Modi, le BJP a consolidé son influence avec une majorité écrasante au parlement. Le gouvernement Modi a intensifié les politiques nationalistes hindoues, promouvant des initiatives comme la campagne « Make in India » et des réformes économiques telles que la démonétisation et la GST (Goods and Services Tax). La droite a également accentué ses efforts pour réformer les politiques sociales en alignant les programmes gouvernementaux avec les valeurs hindoues et en adoptant une position ferme sur la sécurité nationale et les questions de terrorisme.

## Idées
Usuellement, les valeurs suivantes sont considérées comme étant caractéristiques de la droite : liberté , hiérarchie, ordre, sécurité, tradition, conservatisme. Par opposition, les valeurs suivantes sont généralement considérées comme étant de gauche : égalité, solidarité, progressisme, insoumission, etc.
Les conservateurs sont plutôt enclins à défendre la culture, non comme source de progrès moral collectif, mais comme moyen de brider les mauvais penchants de l'Homme. Ce qui caractérise la droite est alors le pessimisme anthropologique, le sens du tragique et le rejet de l'utopie,,,,. En effet, la droite refuse d'accorder du crédit - ou alors avec modération - à la croyance progressiste des Lumières de la perfectibilité de l'Homme, alors défendue par les socialistes et les libéraux,.
Le point commun des droites libérales et conservatrices est le spiritualisme, c'est-à-dire le rejet du matérialisme et du scientisme (marxisme, utilitarisme, réductionnisme, ...),,.
Louis Le Carpentier décrit l’esprit philosophique qui anime la droite comme étant « la reconnaissance d'un ordre naturel (ou universel) et objectif des choses, l'adhésion à ce même ordre, et la volonté effective d'agir — non seulement à l'échelle individuelle, mais aussi et surtout à l'échelle collective — en conformité avec lui, ainsi de l'actualiser dans la société politique ». Par la suite, Louis Le Carpentier relève que « les cinq valeurs essentielles ou fondamentales de la Droite sont […] le mérite (pour la droite républicaine, le centre droit), l'ordre, la réalité, la tradition et la force d’âme. »
Comme le constate René Rémond, un des principaux spécialistes de la droite, des thèmes et valeurs ont circulé entre la gauche et la droite. À partir de la Révolution française, la gauche, socialiste ou libérale, fait l'apologie de la liberté individuelle et de l'égalité tandis que la droite, opposée aux idées des Lumières, lui oppose l'importance de la hiérarchie, des fins collectives, de la famille.

### Traditionalisme
Le conservatisme met l'accent sur la préservation des institutions et des traditions. Edmund Burke, souvent considéré comme le père du conservatisme moderne, a articulé cette idéologie en insistant sur l'importance de la continuité historique et du respect des coutumes établies. Dans son œuvre "Réflexions sur la Révolution de France", Burke critique les bouleversements rapides et les réformes radicales, arguant que les changements doivent être prudents et respectueux des structures sociales existantes. Le conservatisme valorise donc la stabilité et la préservation des traditions, tout en se méfiant des innovations brusques et des révolutions. Cette vision s'est traduite politiquement par des partis qui cherchent à maintenir l'ordre social établi et à freiner les transformations radicales. Le Parti conservateur britannique et le Parti républicain aux États-Unis incarnent cette approche en prônant des politiques qui respectent et renforcent les institutions existantes, tout en promouvant des réformes graduelles plutôt que des changements soudains.
En France, le conservatisme politique est moins prévalent en tant que mouvement distinct. Historiquement, les idées conservatrices ont été incorporées dans divers partis de droite, mais il n'existe pas d'équivalent direct des partis conservateurs britanniques ou américains. Les partis français de droite, tels que Les Républicains, intègrent des éléments de conservatisme, notamment en matière de politique économique, de sécurité et de valeurs sociales, mais ces idées sont souvent mélangées avec d'autres courants, tels que le gaullisme et le libéralisme. Le paysage politique français est marqué par une tradition républicaine et laïque qui diffère de l'accent mis par les conservateurs britanniques et américains sur les institutions religieuses et monarchiques.

### Patriotisme et nationalisme
Le nationalisme et le patriotisme valorisent la souveraineté nationale, l'identité culturelle et l'unité du peuple. Johann Gottfried Herder, philosophe allemand, a développé des idées sur le nationalisme culturel, soulignant l'importance des langues, des traditions et des cultures nationales comme fondements de l'identité collective. Ces idées se manifestent dans des partis comme le Rassemblement national en France, qui met l'accent sur la protection de l'identité nationale et la souveraineté face aux influences étrangères. Le nationalisme et le patriotisme cherchent à renforcer le sentiment d'appartenance à une nation et à protéger les intérêts nationaux contre les menaces extérieures et les influences mondiales.
Les partis de droite, notamment le Parti républicain aux États-Unis, mettent souvent en avant des politiques de défense robustes et un fort soutien aux forces armées. Le militarisme se traduit par des investissements significatifs dans les capacités militaires et une posture de défense proactive visant à dissuader les adversaires potentiels.

### Libre entreprise
Le libéralisme économique défend le marché libre, la propriété privée et la minimisation de l'intervention de l'État. Adam Smith, dans "La Richesse des nations", a articulé les principes fondamentaux de cette idéologie, mettant en avant les avantages de la libre concurrence et du marché auto-régulé. Le Parti républicain aux États-Unis et le Parti conservateur au Royaume-Uni adoptent ces idées, soutenant des politiques de déréglementation, de réductions d'impôts et de promotion de l'initiative individuelle. Le libéralisme économique repose sur la conviction que la prospérité et l'innovation sont mieux réalisées par des marchés libres et compétitifs, sans entraves étatiques excessives.[réf. nécessaire]

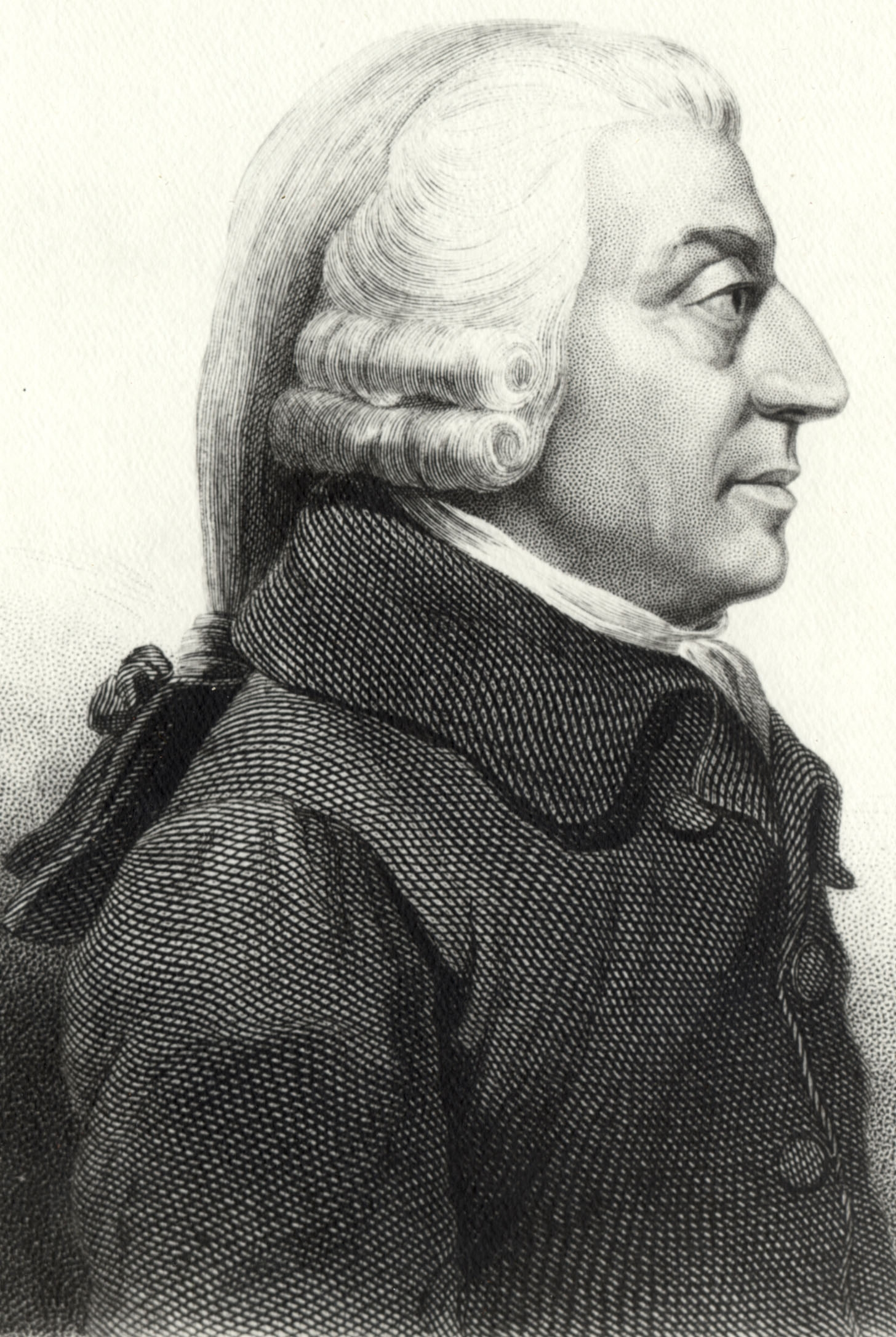
Adam Smith, l'un des penseurs des sciences économiques modernes et du libéralisme économique.

Les maîtres à penser de la droite libérale française du XIXe siècle sont Benjamin Constant et François Guizot.
Benjamin Constant énonce par exemple les libertés qui doivent, selon lui et son courant de pensée, être exemptes de la pression de la loi : « la liberté individuelle, la liberté religieuse, la liberté d'opinion, dans laquelle est comprise la publicité (liberté de la presse), la jouissance de la propriété, la garantie contre tout arbitraire. » Il propose une monarchie parlementaire, où le roi ne règne pas, mais possède certaines prérogatives, et peut s'opposer au pouvoir d'une chambre législative démocratiquement élue. Un système judiciaire indépendant complète le système, conformément à la théorie libérale de la séparation des pouvoirs de Montesquieu.
L'autre courant libéral de l'époque, plus conservateur, est représenté par François Guizot : celui-ci recherche à réconcilier le système monarchique traditionnel et la nouvelle France issue de la Révolution. Cette droite modérée s'oppose à sa gauche aux Jacobins, et à son extrémisme politique responsable de la Terreur, et à sa droite aux ultraroyalistes, qui prônent un retour à la monarchie absolue de l'Ancien Régime.
Cette droite-ci s'appuie sur la bourgeoisie montante, et défend les principes de liberté et d'égalité des droits ; le régime qu'elle a appelé de ses vœux est constitutionnel et libéral.
L'idée première de Guizot est de rétablir un ordre dans la société française, mais point par la violence ; cet ordre doit être consenti par la population pour être durable. Pour parvenir à cette unité nationale, il investit beaucoup dans l'éducation des masses, l'école devant devenir un vecteur d'unité, de stabilité, en déjouant la montée des passions.
Durant tout le XXe siècle et dans de nombreux pays, la droite libérale jouera un rôle politique de premier plan. Elle s'appuiera d'ailleurs pour ses politiques économiques sur un corpus de textes d'auteurs libéraux, dont la référence première de ce courant est le « père de l'économie moderne », Adam Smith. Des économistes néo-libéraux comme Friedrich Hayek, Ludwig von Mises ou encore Milton Friedman peuvent être situés dans la lignée d’Adam Smith.
En France, on peut retrouver dans Valéry Giscard d'Estaing une prolongation de ce mouvement de pensée.

### Autorité
L'autorité, en tant que valeur, prône la primauté de la loi et de l'ordre, ainsi que le respect des institutions étatiques. Carl Schmitt, théoricien politique allemand, a exploré cette dimension dans ses travaux, soulignant l'importance de l'État souverain et du pouvoir exécutif fort. Pour Schmitt, l'autorité est essentielle pour maintenir l'ordre social et prévenir le chaos. Cette approche valorise des institutions étatiques fortes capables de faire respecter la loi et de garantir la sécurité et la stabilité sociale. Les partis de droite qui adoptent ces principes mettent l'accent sur des politiques de sécurité rigoureuses et le renforcement des capacités de l'État à maintenir l'ordre public.

### Religion
Le christianisme, en tant qu'influence politique, valorise les principes moraux et sociaux dérivés de la foi chrétienne. Thomas d'Aquin, avec ses écrits sur la loi naturelle et la morale chrétienne, a grandement influencé cette perspective. Les partis comme la CDU en Allemagne et la Démocratie chrétienne en Italie incarnent ces idées en intégrant des valeurs chrétiennes dans leurs programmes politiques. Ils prônent des politiques familiales traditionnelles, la protection de la vie humaine et la promotion de la justice sociale selon les enseignements chrétiens. Le christianisme politique se distingue par son engagement à intégrer les valeurs religieuses dans la sphère publique et à influencer les politiques sociales et économiques en accord avec la doctrine chrétienne.

### Vision réaliste des relations internationales
La droite défend souvent une vision réaliste des relations internationales se caractérise par une approche pragmatique, mettant l'accent sur les intérêts nationaux et la balance des pouvoirs. Les réalistes prônent une politique étrangère fondée sur les intérêts nationaux plutôt que sur des idéaux universels. Cette approche se traduit par une politique étrangère pragmatique, souvent sceptique vis-à-vis des engagements internationaux idéalistes et mettant l'accent sur la défense des intérêts nationaux.

### Anti-communisme
L'anti-communisme est une caractéristique historique de la droite, s'opposant aux idéologies marxistes et socialistes. Pendant la guerre froide, cette opposition a été centrale dans la politique des États occidentaux. Ronald Reagan aux États-Unis et Margaret Thatcher au Royaume-Uni ont incarné cette lutte, prônant des politiques visant à contenir et à affaiblir l'influence soviétique et communiste à travers le monde. L'anti-communisme s'est traduit par des politiques intérieures et extérieures visant à combattre l'expansion du communisme et à promouvoir des alternatives démocratiques et capitalistes.

## Typologie
La droite est souvent désignée comme conservatrice mais ce qualificatif est insuffisant pour représenter un ensemble de courants idéologiques et politiques aux positions parfois très différentes. En France par exemple, on trouve dans les mouvements généralement classés à droite des tenants de courants aussi hétérogènes que le radicalisme, la démocratie chrétienne, le libéralisme, le conservatisme, le souverainisme ou le nationalisme.
Selon les pays et les circonstances, certains de ces courants peuvent parfois être classés à gauche. Ainsi, les libéraux se retrouvent plus souvent à gauche lorsque l'interventionnisme économique y est prôné, et que la question politique se concentre sur les mœurs (cas des États-Unis où les libéraux sont assimilés à des sociaux-démocrates) ou, inversement, à droite, lorsque le libéralisme économique est dominant, et que les mœurs ne font pas débat (cas des principaux États d'Europe continentale comme la France) ou encore, dernière possibilité, ces deux aspects peuvent s'observer en même temps (cas de l'Allemagne ou des pays scandinaves, par exemple).

### Conservatisme et libéralisme
Au XIXe siècle, le libéralisme, profondément influencé par les Lumières, attirait principalement la bourgeoisie montante, les intellectuels et les professionnels urbains. Ces partisans du libéralisme mettaient la liberté individuelle et les droits de l'homme au centre de leurs préoccupations. Ils étaient en faveur de réformes politiques et économiques visant à limiter le pouvoir de l'État et de l'Église, et à promouvoir la libre entreprise, le marché libre et la propriété privée. Les libéraux, souvent composés de commerçants, industriels et avocats, s'opposaient aux structures féodales et aristocratiques et militaient pour des constitutions, des parlements élus et des libertés civiles.
Le conservatisme, en revanche, trouvait ses principaux soutiens parmi l'aristocratie, les propriétaires terriens, et les classes privilégiées. Ces conservateurs mettaient l'accent sur la tradition, l'ordre social et la stabilité. Méfiants envers les changements rapides et les révolutions, qu'ils voyaient comme des menaces à la cohésion sociale et aux hiérarchies traditionnelles, ils valorisaient les institutions traditionnelles telles que la monarchie, l'Église et l'armée. Les conservateurs, souvent composés de nobles, de clergé et d'officiers militaires, cherchaient à maintenir l'ordre établi et à préserver leurs privilèges sociaux et économiques.
Malgré leurs différences, les libéraux et les conservateurs ont trouvé des terrains d'entente, surtout face à la montée des mouvements de gauche au XIXe siècle, tels que le socialisme et le communisme, soutenus principalement par les ouvriers, les paysans pauvres et certains intellectuels radicalisés. Ces mouvements prônaient une réorganisation radicale de la société, la redistribution des richesses et, dans certains cas, l'abolition de la propriété privée. Face à cette menace perçue, libéraux et conservateurs ont souvent uni leurs forces pour préserver l'ordre social et économique existant.
Dans de nombreux pays, les libéraux et les conservateurs ont formé des coalitions politiques pour contrer l'influence croissante des partis socialistes et communistes. Par exemple, en Allemagne, le Zentrum (un parti centriste) et les conservateurs se sont souvent alliés pour contenir les sociaux-démocrates.

### Démocratie chrétienne
La démocratie chrétienne est un courant politique centriste et/ou de centre droite influencé par les idées chrétiennes. La démocratie chrétienne est une idéologie politique qui a émergé en Europe à la fin du XIXe et au début du XXe siècle, ancrée dans les valeurs du christianisme et visant à concilier la foi chrétienne avec la démocratie moderne.
En France, la démocratie chrétienne a pris forme à la fin du XIXe siècle avec des figures comme Albert de Mun et le mouvement des Semaines sociales de France, qui cherchaient à répondre aux défis de la question sociale en s'inspirant de la doctrine sociale de l'Église. La démocratie chrétienne française a cependant toujours été fragmentée et moins influente que dans les pays voisins. Le Mouvement républicain populaire (MRP), fondé en 1944, a été le principal parti de démocratie chrétienne en France, jouant un rôle important dans la Quatrième République. Il a mis l'accent sur les valeurs de justice sociale, de solidarité et de respect de la personne humaine. Le MRP a soutenu des politiques progressistes en matière de droits sociaux et a contribué à la construction européenne. Cependant, le déclin du MRP dans les années 1950 et 1960 a laissé la démocratie chrétienne française sans un parti dominant, bien que ses idées continuent d'influencer d'autres mouvements politiques.
En Allemagne, la démocratie chrétienne a été incarnée principalement par l'Union chrétienne-démocrate (CDU) et son parti frère en Bavière, l'Union chrétienne-sociale (CSU), fondés après la Seconde Guerre mondiale. La CDU/CSU a joué un rôle crucial dans la reconstruction de l'Allemagne et l'établissement de la République fédérale d'Allemagne. Sous la direction de figures comme Konrad Adenauer, la CDU/CSU a promu une économie sociale de marché, alliant une économie libérale à une forte protection sociale, et a été un fervent défenseur de l'intégration européenne. Les valeurs de la CDU/CSU incluent la dignité humaine, la justice sociale, la solidarité et la subsidiarité, reflétant l'influence de la doctrine sociale de l'Église catholique. La démocratie chrétienne allemande a réussi à maintenir une position centrale dans la politique allemande, avec la CDU/CSU formant ou participant à de nombreux gouvernements depuis 1949.
En Italie, la démocratie chrétienne a été dominée par la Démocratie chrétienne (DC), fondée en 1942 et devenue le principal parti politique italien après la Seconde Guerre mondiale. La DC a gouverné l'Italie presque continuellement jusqu'à sa dissolution en 1994, jouant un rôle clé dans la reconstruction post-guerre et le développement économique du pays. Le parti a promu une économie sociale de marché, des politiques de solidarité sociale, et a soutenu fermement l'intégration européenne et l'OTAN. Les valeurs fondamentales de la DC incluaient le respect de la dignité humaine, la famille, la justice sociale et la subsidiarité. Le déclin de la DC dans les années 1990, en raison de scandales de corruption et de changements dans le paysage politique italien, a conduit à sa dissolution, mais ses idées ont continué d'influencer des partis successeurs et le centre-droit italien.

### Agrarisme
L'agrarisme est une idéologie politique conservatrice valorisant la vie rurale et les petites exploitations agricoles. En réaction à l'industrialisation et à l'urbanisation, cette idéologie prône le maintien des traditions rurales.
Les communautés rurales sont perçues comme détentrices de valeurs morales essentielles telles que le travail acharné, l'indépendance et la solidarité. L'industrialisation est vue comme une menace pour les communautés rurales, entraînant l'exode rural, la dégradation des terres agricoles et la perte des traditions. Les petites exploitations familiales sont favorisées pour leur durabilité et leur capacité à maintenir des communautés rurales solides. L'agrarisme défend le maintien des pratiques agricoles et des modes de vie traditionnels contre l'homogénéisation culturelle.
Les partis agrariens conservateurs sont des formations politiques qui adoptent les principes de l'agrarisme pour défendre les intérêts des communautés rurales et agricoles. Par exemple, l'Union des paysans polonais (Polskie Stronnictwo Ludowe) s'est battue pour les droits des agriculteurs en Pologne et la protection des traditions rurales, face aux pressions de l'industrialisation et de l'urbanisation. Un autre exemple de parti agrarien est le Parti populaire suédois (Svenska Folkpartiet) ; celui-ci a historiquement soutenu les communautés rurales, mettant l'accent sur le soutien aux petites exploitations agricoles et la préservation des paysages ruraux.

### Extrême droite et populisme

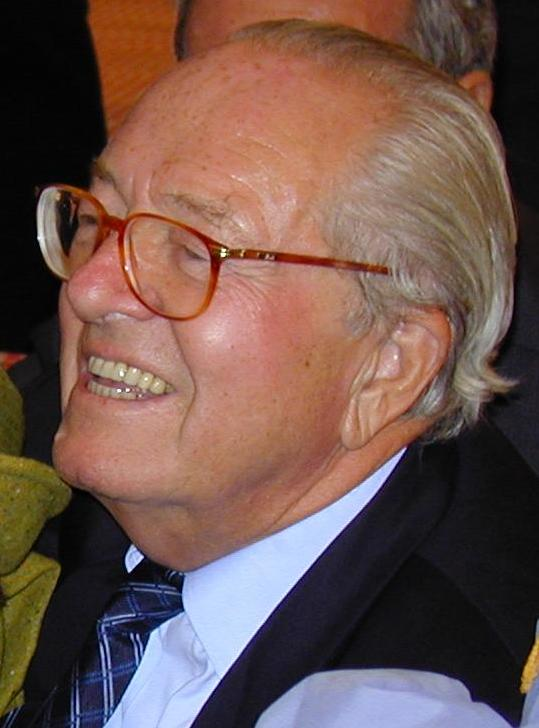
Jean-Marie Le Pen en 2001.

Le terme d'« extrême droite » désigne des mouvements variés, prenant forme à la fin du XIXe siècle, souvent caractérisés par l'autoritarisme, le nationalisme, et le traditionalisme[réf. à confirmer]. Ils sont souvent en opposition avec les principes de liberté et d'égalité défendus par la droite dite « modérée » ou « républicaine »[réf. nécessaire], terme hérité de l'époque où la droite était principalement monarchiste. De plus, le nationalisme a assuré la primauté et même l’exclusivité à l'extrême droite. Mais selon Cas Mudde, les mouvements idéologiques d'extrême droite comportent pas moins de 26 grandes définitions existantes avec 58 critères. Cependant, l'extrême droite s'est trouvée face à de nouveaux problèmes lui imposant une nouvelle définition. Pour Jean-Yves Camus, les idéologues anti-extrême droite, notamment les antifascistes, ont, eux aussi, souvent usé du terme « extrême droite » de façon « simplificatrice et péremptoire ».
En France, le poids électoral de l'extrême droite est relativement important dans les années 1930 et à partir du début des années 1980. Si le mode de scrutin majoritaire semble être un frein à son accession au pouvoir, le parti connaît toutefois une nette progression dans les urnes : Jean-Marie Le Pen a réalisé 17,8 % des suffrages contre Jacques Chirac au second tour de la présidentielle de 2002, et Marine Le Pen 33,9 % puis 41,6 % face à Emmanuel Macron au second tour de celle de 2017 et celle de 2022. Le Rassemblement national est le premier parti de France au Parlement européen depuis les élections de 2019, et il a remporté 88 sièges à l'Assemblée nationale aux législatives de 2022.
Depuis les grands mouvements migratoires en Occident, le globalisme, le multiculturalisme, et surtout les attentats du 11 septembre 2001, est née et émerge une génération de partis qui récupèrent certaines thématiques de l’extrême droite proprement dite : c’est celle que Jean-Yves Camus nomme les « droites radicalisées ». Il s’agit de partis issus de scissions droitières de formations conservatrices et/ou libérales et démocratiques, combinant au plan programmatique soit le libéralisme économique avec une dose de protectionnisme, soit une opposition à la mondialisation libérale et à la construction européenne fédérale (donc favorables à l’Europe des nations et à l'État-Nation).
Cette nouvelle génération se compose selon cet auteur de la Liste Dedecker en Belgique ; du Parti pour la liberté de Geert Wilders aux Pays-Bas ; du Mouvement pour la France (MPF) de Philippe de Villiers et du Mouvement citoyens genevois (MCG) et Mouvements citoyens romand (MCR) en Suisse romande.

### Fascisme
Le fascisme est une idéologie raciste, nationaliste et totalitaire. Dans les faits, le fascisme a pu emprunter des idées à différents courants. Le fait de le placer à droite est donc l'objet de débats au sein de la recherche,,.
Il est associé à des régimes autoritaires et totalitaires, comme ceux de Benito Mussolini en Italie et Adolf Hitler en Allemagne. 
Le fascisme partage certaines idées avec la droite : nationalisme, autoritarisme et anti-communisme.
Néanmoins, le fascisme se distingue de la droite sur plusieurs points, notamment :
- des pratiques génocidaires et un culte de la personnalité, absents de la droite ;

- une volonté de révolution sociale : contrairement à la droite conservatrice, le fascisme a une dimension révolutionnaire, il cherche à remodeler la société en profondeur, en brisant les structures existantes pour créer un "nouvel ordre" ; cette volonté de transformation radicale et d'innovation sociale s'oppose au conservatisme de droite, qui tend à préserver les institutions et les traditions[34] ;

- la mobilisation de masse : les régimes fascistes mobilisent activement les masses populaires à travers des organisations de parti, des défilés et des propagandes ; cette stratégie de mobilisation contrastant avec la droite conservatrice, qui souvent se contente de défendre les intérêts des élites traditionnelles sans chercher à intégrer activement les classes populaires dans le processus politique[34].

### En France

#### Les trois droites
La distinction entre conservatisme et libéralisme a marqué la droite française selon René Rémond, historien politique. Il existe en fait trois traditions de droite, distinctes et concurrentes :
- le légitimisme, conservateur voire contre-révolutionnaire, dont la droite traditionaliste et/ou royaliste[MW 15].
- l'orléanisme (plus « bourgeois »), qui s'incarne dans la tradition libérale[MW 15], conserve de son passé de gauche le parlementarisme, mais reprend l'élitisme[MW 16] de la droite contre-révolutionnaire.
- le bonapartisme (plus autoritaire et charismatique, plus « populaire »), dans la filiation duquel s'inscrit le gaullisme sans s'y réduire, qui a en commun avec la gauche son attachement au suffrage universel et au peuple, mais partage l'antiparlementarisme du légitimisme[MW 17].

#### Droite réactionnaire
En France, la droite conservatrice et/ou réactionnaire rassemble au XIXe siècle tous ceux qui s'opposent aux changements alors en cours, notamment les royalistes et les conservateurs. Initialement, elle compte parmi ses orateurs l'abbé Maury, un académicien. Ne pouvant freiner la démocratisation de la France d'alors, les membres de cette droite chercheront à fuir le pays, comme l'a fait le frère de Louis XVI, le Comte d'Artois.
La Restauration de 1814-1815, qui porte Louis XVIII au pouvoir, représente une victoire des héritiers de la droite contre-révolutionnaire. Le Roi, recherchant le compromis, accorde au peuple français une Charte constitutionnelle garantissant l'égalité des citoyens devant la loi, la liberté de culte, la liberté de presse, et qui surtout prive le Roi de son pouvoir législatif au profit de Chambres élues. Les Ultras, « plus royalistes que le Roi », y sont eux opposés.
Parmi les bases intellectuelles de l'ultracisme, on trouve les écrits de Joseph de Maistre et Louis de Bonald. Pour eux, il existe un ordre naturel fondé sur la religion, les coutumes, la tradition, que les Révolutionnaires ont détruit, en lui substituant les fausses valeurs de liberté et de droits de l'homme.
Ce courant entretient une haine farouche du protestantisme, qui promeut l'individualisme, lui préférant le devoir de soumission du catholicisme.
Selon René Rémond, ces différentes traditions sont distribuées inégalement selon les époques, mais les tendances évoluent peu, même si les partis, les hommes qui l'incarnent et les régimes politiques (monarchie ou république) changent.

#### Droite bonapartiste

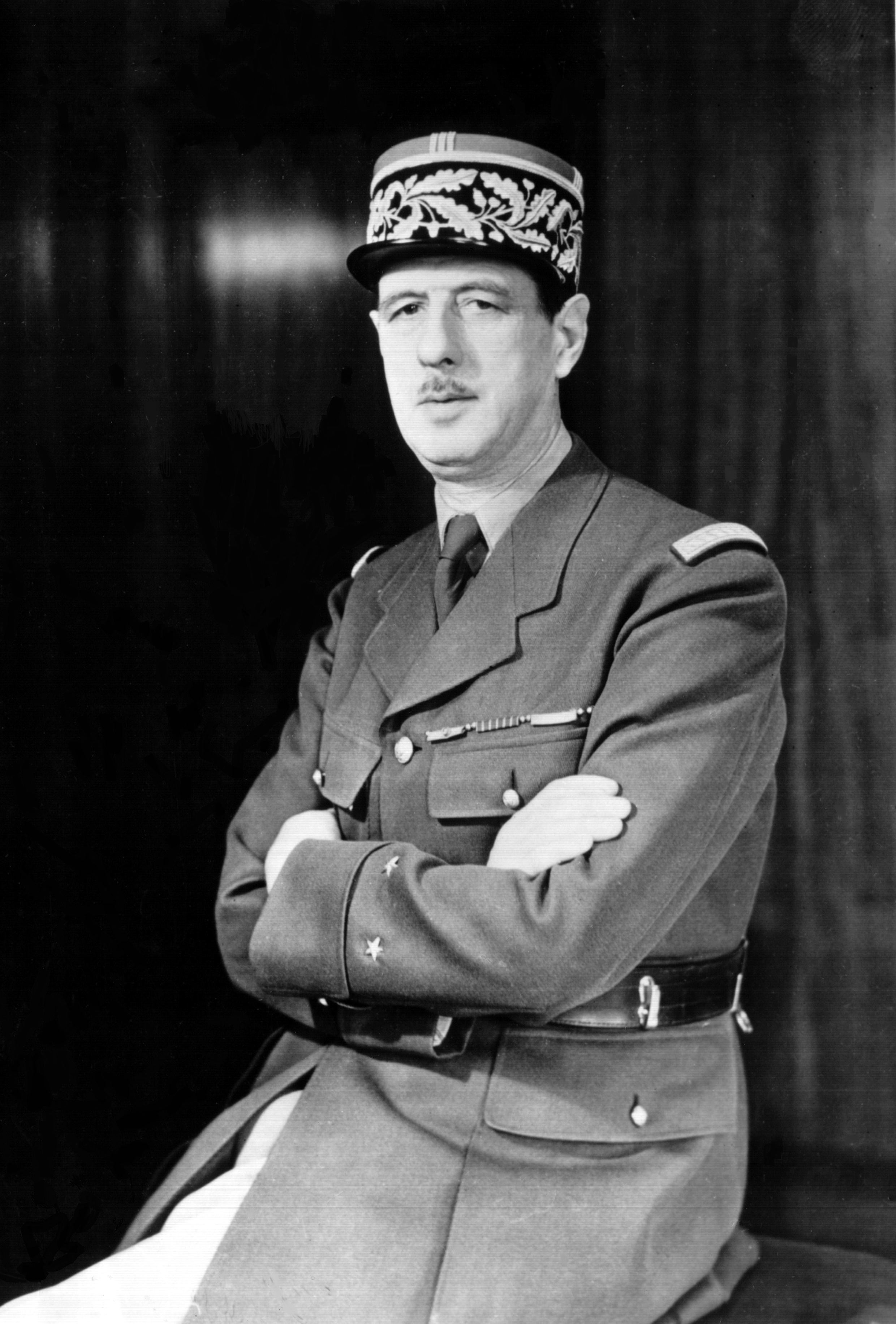
Le gaullisme, centré sur la figure du fondateur de la Ve République, est une prolongation moderne du bonapartisme.

Cette droite est caractéristique de Napoléon Ier, qui instaure un régime bonapartiste après le coup d'État du 18 Brumaire. Le régime est d'inspiration monarchique, mais il repose sur la souveraineté populaire, et non plus le droit divin de l'Ancien Régime.
Se fondant sur un plébiscite, il se fait élire « Consul à vie » par les Français avec une majorité écrasante de 3 568 885 accords contre 8 374 oppositions.
Si on a pu qualifier cette période de « despotisme éclairé », l'ampleur des réalisations de Napoléon est considérable, et a joué un rôle essentiel dans la formation de la France moderne : redressement des finances publiques, création du Code civil, création des Préfets, des Lycées, des Grandes écoles comme l'École centrale[Lequel ?], de la Cour des comptes, du Conseil d'État, ainsi que la mise sur pied de la Banque de France.
Caractériser le régime du Second Empire de son neveu Napoléon III est plus difficile. Si le régime aspire toujours à l'ordre social et de l'unité nationale, le régime s'aliène les milieux d'affaires avec le traité franco-anglais de libre-échange de 1860, le régime développe aussi une branche sociale en reconnaissant le droit de grève en 1864.
Les soutiens du bonapartisme, vers le milieu du XIXe siècle sont les espaces ruraux, les armées, l'administration, ainsi que le clergé.

#### Gaullisme
Le principe central en est l'autorité, et on peut voir dans le gaullisme une continuation contemporaine de cette droite. Dans un esprit de rassemblement et d'unité nationale, la droite bonapartiste, qui se voulait l'incarnation de la France entière, a pu par le passé nier d'être de droite, afin de ne pas diviser le pays en clans partisans.

## Sociologie électorale

### Histoire
Au XIXe siècle, la droite était souvent associée à des monarchies, des aristocraties et des valeurs traditionnelles. En Europe, les partis de droite se sont battus pour préserver les structures sociales existantes face aux mouvements révolutionnaires et aux changements sociaux apportés par l'industrialisation. Aux États-Unis, les Républicains étaient liés à des idées de fédéralisme et d'expansion vers l'ouest.
Au début du XXe siècle, les partis de droite ont souvent réagi aux changements apportés par les deux guerres mondiales et la Grande Dépression. En Europe, les mouvements fascistes et autoritaires ont émergé, tandis qu'en Amérique du Nord, les partis de droite se sont concentrés sur la lutte contre le communisme et la promotion du capitalisme. La période d'après-guerre a vu l'émergence de la droite moderne, caractérisée par un soutien à la démocratie libérale et au marché libre. Les partis de droite ont soutenu des politiques de croissance économique, de réduction des impôts et de privatisation dans de nombreux pays occidentaux. La fin du XXe siècle a marqué la montée de la droite populiste et nationaliste, souvent en réponse aux questions d'immigration et de mondialisation. Les partis de droite ont adopté des politiques plus conservatrices sur les questions sociales et ont mis l'accent sur la souveraineté nationale et la sécurité. Cette tendance s'est accentuée au début du XXIe siècle avec des mouvements comme le Brexit au Royaume-Uni et la montée des partis d'extrême droite en Europe.
Le vote ouvrier traditionnellement dévolu à gauche s'est orienté à droite au cours des trente dernières années. Assez traditionnellement, la jeunesse a tendance à voter à gauche, alors que les seniors votent plus volontiers à droite.

### Géographie
La répartition géographique des soutiens de droite varie considérablement en fonction des contextes nationaux, mais certaines tendances générales peuvent être identifiées.
Régions urbaines vs. Régions rurales : Les partis de droite ont souvent une base de soutien plus solide dans les zones rurales que dans les grandes villes. Les électeurs ruraux, souvent conservateurs sur les questions sociales et préoccupés par les politiques de développement économique, trouvent souvent un écho dans les politiques de droite. En revanche, les électeurs urbains peuvent être plus diversifiés et favorables à des politiques progressistes ou libérales, bien que cela dépende du contexte local.
Les banlieues et les zones rurales tendent à être des bastions de la droite. Les électeurs dans ces régions valorisent souvent la stabilité, les valeurs traditionnelles et des politiques économiques qui favorisent le développement local et la sécurité.

### Données démographiques
Âge et Éducation : Les électeurs de droite sont souvent plus âgés et peuvent avoir un niveau d'éducation moins élevé par rapport aux électeurs de gauche. Cependant, cela peut varier selon le contexte national. Par exemple, en Europe de l'Est, les partis de droite attirent une proportion significative de personnes âgées et moins diplômées, tandis qu'en Amérique du Nord, la situation est plus variable.
Revenu et Classe Sociale : Les partis de droite attirent souvent des électeurs de classes moyennes et supérieures, particulièrement ceux qui bénéficient des politiques économiques libérales. Les électeurs avec des revenus plus élevés peuvent soutenir les politiques de droite en raison des avantages perçus pour les entreprises et les investissements.
 L'électorat le plus assidu de la droite sur-représente les chefs d'entreprises, les artisans, les commerçants, ainsi que les professions libérales. Une autre constante est celle des catholiques pratiquants, qui plébiscitent la droite républicaine, mais restent hostiles à l'extrême droite.
Religion : La droite est souvent associée à des valeurs religieuses conservatrices. Dans de nombreux pays, les électeurs religieux, notamment ceux qui se considèrent comme chrétiens pratiquants, musulmans orthodoxes ou hindous traditionalistes, sont plus susceptibles de soutenir des partis de droite qui valorisent la religion dans la sphère publique.[réf. nécessaire]

### Idéologies des électeurs
Les électeurs de droite sont souvent motivés par un sentiment patriotique et une volonté de préserver ou de renforcer l'identité culturelle et religieuse. Cela se traduit par un soutien à des politiques qui valorisent les traditions culturelles et les valeurs nationales.
Les préoccupations liées à la sécurité et à l'ordre public sont des facteurs importants. Les électeurs de droite peuvent se sentir plus en sécurité sous des politiques strictes en matière d'immigration et de criminalité, ainsi que dans des environnements politiques et économiques stables.
La droite est généralement associée à des politiques économiques favorables au marché libre, à la réduction des impôts et à la déréglementation. Les électeurs qui bénéficient ou croient aux avantages de ces politiques peuvent soutenir des partis de droite pour promouvoir la croissance économique et l'innovation.
Les partis de droite attirent souvent les électeurs qui sont mécontents des changements sociaux rapides, tels que les changements dans les normes familiales ou les questions de genre et d'orientation sexuelle. Ces électeurs peuvent rechercher des politiques qui reflètent leurs valeurs conservatrices.

### Michel Winock,La Droite, hier et aujourd'hui, Perrin, 2012
1. 1 2  p. 8
2. 1 2  p. 21-22
3. ↑  p. 11
4. ↑  p. 12
5. 1 2  p. 13
6. 1 2 3  p. 14
7. ↑  p. 43.
8. ↑  p.45
9. ↑  p. 46.
10. 1 2  p. 48
11. 1 2 3  p. 49.
12. ↑  p. 44.
13. ↑  p. 49-50.
14. ↑  p. 139.
15. 1 2  p. 227
16. ↑  p. 71
17. ↑  p. 228
18. 1 2 3  p. 25
19. 1 2  p. 26
20. 1 2 3  p. 59
21. ↑  p. 60
22. ↑  p. 65
23. ↑  p. 61
24. ↑  p. 68
25. ↑  p. 229
26. ↑  p. 70
27. ↑  p. 169
28. ↑  p. 170
29. ↑  p. 171

### Autres références
1. ↑  Claude Polin et Claude Rousseau, La Cité dénaturée. Cité classique contre cité moderne, Poitiers, Éditions PSR, 1997.
2. ↑  (en-US) « What is Classical Conservatism? », sur Fact / Myth, 17 août 2017
3. ↑  Cerverette, « Donoso Cortés, par Guy Augé », sur Vive le Roy, 11 mai 2022
4. ↑  Clark, William Roberts (2003). Capitalism, Not Globalism: Capital Mobility, Central Bank Independence, and the Political Control of the Economy ([Online-Ausg.]. ed.). Ann Arbor [u.a.]: University of Michigan
5. ↑  Lukes S. Epilogue: The grand dichotomy of the twentieth century. In: Ball T, Bellamy R, eds. The Cambridge History of Twentieth-Century Political Thought. The Cambridge History of Political Thought. Cambridge University Press; 2003:602-626.
6. ↑  Carlisle, Rodney P. (2005). Encyclopedia of Politics: The Left and the Right. Thousand Oaks [u.a.]: SAGE Publishing.  (ISBN 978-1-4129-0409-4).
7. ↑  L'Histoire, nr162, janvier 1993, La droite, 1789-1793, Les hommes, les idées, les réseaux
8. ↑  [PDF]Dale van Kley, Les Origines religieuses de la révolution française Sur le site ahrf.revues.org
9. ↑  J.-P. Rioux, Les Centristes de Mirabeau à Bayrou, Fayard, 2011
10. ↑  A. Corbin dans J.-J. Becker et G. Candar (dir.), Histoire des gauches en France, vol. 1, La découverte, 2004
11. ↑  M. Gauchet, dans P. Nora (dir.), Les Lieux de mémoire
12. ↑  J. Julliard, Les Gauches françaises. Histoire, politique et imaginaire 1762-2012, Flammarion, 2012
13. ↑  S. Aebischer, Gauche-Droite. Au-delà de cette limite la politique n'est plus pensable, éd. N. Philippe, 2003, p. 67 ; M. Dury, La Droite et la Gauche. Les lois de la représentation politique, éd. ESKA, 2001, p. 49 ; C. Voilliot et X. Landrin, dans J. Le Bohec et C. Le Digol, Gauche-droite. Genèse d’un clivage politique, PUF, 2012
14. ↑  Michel Winock, La Droite, hier et aujourd’hui, Perrin, 2012, p. 112
15. ↑  Laurent Martin, « Le pessimisme culturel. Civilisation et barbarie chez Freud, Elias, Adorno et Horkheimer », Histoire@Politique, vol. 26, no 2,‎ 2015, p. 5–16 (ISSN 1954-3670, lire en ligne)
16. ↑  Aimeric Jardin, « La gauche et la droite face au péché originel : la théologie politique de Léo Moulin », sur PHILITT, 10 décembre 2020
17. ↑  « 30Giorni | Reinhold Niebuhr et le réalisme politique de saint Augustin (par Gianni Dessì) », sur www.30giorni.it
18. ↑  « Conservatisme vs/ utopie », sur Fondation du Pont-Neuf
19. ↑  « Pierre Ponchon - Thucydide philosophe: la raison tragique dans l'histoire. Horos. | La Vie des Classiques », sur www.laviedesclassiques.fr
20. ↑  Florence Lotterie, « Le progrès désenchanté : la perfectibilité selon Constant, ou le malaise libéral », dans Le Groupe de Coppet et le monde moderne : Conceptions — Images — Débats, Presses universitaires de Liège, coll. « Bibliothèque de la faculté de philosophie et lettres de l’université de Liège », 3 septembre 2019 (ISBN 979-10-365-1654-2, lire en ligne), p. 273–288
21. ↑  Camille Dejardin, « Le meilleur du socialisme », sur Cairn, 2022
22. ↑  « Matérialisme ou spiritualisme ? », sur Information Immobilière, 17 septembre 2019
23. ↑  Vincent Citot, « Matérialisme, spiritualisme et scepticisme : prolégomènes à une philosophie du bonheur », sur Cairn, Le Philosophoire n°26, 2006, p 37-54
24. ↑  « Le Socialisme - L. von Mises », sur herve.dequengo.free.fr
25. ↑  Louis Le Carpentier, L'Esprit de Droite, analyse morale et politique, Reconquista Press, 2020, 144 p. (ISBN 978-1-912853-17-5), p. 132
26. ↑  Louis Le Carpentier, L'Esprit de Droite 2, les hommes qui l'incarnent, Reconquista Press, 2021, 124 p. (ISBN 978-1-912853-24-3), p. 91-92.
27. ↑  Sur l'agrarisme de manière générale voir The Agrarian Origins of American Capitalism par Allan Kulikoff; The Agrarian Question and Reformism in Latin America par Alain de Janvry; Encyclopædia Britannica - Agrarianism)
28. 1 2  Encyclopædia Britannica - Agrarianism
29. ↑  Pierre Barral, Les Agrariens français, de Méline à Pisani, Presses de la Fondation nationale des sciences politiques, 1968, p. 13. (en) James A. Montmarquet, The Idea of Agrarianism. From Hunter-gatherer to Agrarian Radical in Western Culture, 1989, p. 8.
30. 1 2  Nicolas Lebourg, « Extrême droite : l’enjeu de la définition », Fragments sur les Temps Présents, le 26 septembre 2008.
31. ↑  Jean-Yves Camus, « L'extrême droite : une famille idéologique complexe et diversifiée », La Pensée et les Hommes, no 68, Bruxelles, juin 2008.
32. ↑  Jean-Yves Camus, L'extrême droite : une famille idéologique complexe et diversifiée, La Pensée et les Hommes, no 68, Bruxelles, juin 2008
33. ↑  Robert O. Paxton (trad. William Olivier Desmond), Le fascisme en action [« The anatomy of fascism »] [« L'anatomie du fascisme »], Paris, Seuil, 2004 (réimpr. 2007), 435 p. (ISBN 978-2-7578-0293-9, présentation en ligne), Paxton y analyse les caractéristiques du fascisme et le compare à d'autres idéologies politiques, y compris la droite conservatrice, explore les points communs comme le nationalisme et l'autoritarisme, ainsi que les différences telles que l'aspect révolutionnaire du fascisme.
34. 1 2 3  Hannah Arendt, The Origins of Totalitarianism, New York (2e ed Londres), Harcourt, Brace and Co (2e ed G. Allen and Unwin ), 1951 (réimpr. 1967), 477 (2e ed 526p) (présentation en ligne), Arendt y examine les origines du fascisme et du totalitarisme en général, et compare ces mouvements à d'autres courants politiques, y compris la droite conservatrice. Elle aborde les différences idéologiques et structurelles.
35. ↑  Michael Mann, Fascists, Cambridge, New York, Cambridge University Press, 2004, 429 p. (présentation en ligne), Mann discute des divers mouvements fascistes en Europe et compare leurs doctrines avec celles de la droite traditionnelle en soulignant les différences en termes de mobilisation de masse et de révolution sociale.
36. ↑  Les électorats sociologiques - Le vote des ouvriers, de l’alignement à gauche à une « droitisation » ?

### Corrélats
- Gauche et droite en politique

Idées et courants :
- Conservatisme
- Libéralisme
- Libéral-conservatisme
- Démocratie chrétienne
- Réalisme (relations internationales)

#### Sources primaires
- Edmund Burke, Réflexions sur la Révolution en France, Paris, Hachette, coll. « Pluriel », 1989.

#### Généralistes
- Christophe Boutin, Olivier Dard, Frédéric Rouvillois (dir.), Le Dictionnaire du conservatisme, Cerf, 2017.
- Robin, Corey, The reactionary mind: conservatism from Edmund Burke to Donald Trump, 2e edition, New York, Oxford University Press, 2018.
- Freeden, Michael, Lyman Tower Sargent, Marc Stears, et Lyman Tower Sargent, éd. The Oxford Handbook of Political Ideologies. First published in paperback. Oxford New York, NY: Oxford University Press, 2015.
- John S. Dryzek, Bonnie Honig et Anne Phillips, éd. The Oxford Handbook of Political Theory. 1. publ. in paperback. The Oxford Handbooks of Political Science 7. Oxford: Oxford University Press, 2008.
- M. Oakeshott, “On Being Conservative.” Rationalism in Politics and Other Essays. Liberty Fund, 1991.
- Vincent Geoghegan, Political Ideologies: An Introduction. 4e éd., Londres, Routledge, 2014.
- Philippe Bénéton, « Conservatisme » in Philippe Raynaud et Stéphane Rials, Dictionnaire de philosophie politique, PUF, 2e éd., 1998 ; Le conservatisme, Paris, Que sais-je ? n° 2410, 1988.
- Jean-Philippe Vincent, Qu'est-ce que le conservatisme ?, Les Belles Lettres, 2016.

#### Clivage droite/gauche
- Guillaume Bernard, Le Mouvement dextrogyre : la guerre à droite aura bien lieu, Desclée de Brouwer, 2016.
- Marc Crapez, « De quand date le clivage gauche/droite en France? », Revue française de science politique, 48 (1), février 1998.
- Marcel Gauchet, « La droite et la gauche », dans Pierre Nora (dir.), Les Lieux de mémoire, III, Les France, 1. Conflits et partages, Gallimard, Paris, 1992, rééd. coll. « Quarto », tome II, 1997, p. 2533-2600.

#### Généralistes sur la France
- Alain de Benoist, Bibliographie générale des droites françaises, 4 vol., Coulommiers, Dualpha, coll. « Patrimoine des lettres », 2004-2005, 2365 p.
- Xavier Jardin (dir.), Dictionnaire de la droite, Paris, Larousse, « À présent », 2007 (ISBN 2035826179).
- Paul-François Paoli, Comment peut-on être de droite ?, Albin Michel, 1999.
- Jérôme Pozzi, Les Mouvements gaullistes. Partis, associations et réseaux, Rennes, Presses universitaires de Rennes, 2011.
- René Rémond, Les Droites en France, Paris, Aubier Montaigne, coll. « Collection historique », 1982, 4e éd. (1re éd. 1954, sous le titre La Droite en France de 1815 à nos jours : continuité et diversité d'une tradition politique), 544 p. (ISBN 2-7007-0260-3, présentation en ligne), [présentation en ligne].
- Gilles Richard, Histoire des droites en France : de 1815 à nos jours, Paris, Perrin, 2017, 634 p. (ISBN 978-2-262-03468-9, présentation en ligne).
- Jean-François Sirinelli (dir.), Histoire des droites en France, 3 vol., Paris, Gallimard, coll. « Tel », 1992 (réimpr. 2006), 956 p.
- Jean-François Sirinelli, Histoire des droites en France (direction), nouvelle édition, Éditions Gallimard, coll. « Tel »  (ISSN 0339-8560) no 342-344, Paris, 1993 (réimpr. 2006), 3 vol. : t. 1 Politique  (ISBN 2070781860) ; t. 2 Cultures  (ISBN 2070781879) ; t. 3 Sensibilités  (ISBN 2070781887).
- Michel Winock, La Droite, hier et aujourd'hui, Perrin, 2012.

#### Généralistes sur les pays anglophones
- E.H.H. Green, Ideologies of Conservatism: Conservative Political Ideas in the Twentieth Century, 1. publ. in paperback, Oxford, ed Oxford University Press, 2004.
- K. Phillips-Fein, « Conservatism: A State of the Field ». Journal of American History 98, nᵒ 3 (1 décembre 2011): 723‑43. https://doi.org/10.1093/jahist/jar430.
- Nicolas Kessler, Le Conservatisme américain, coll. Que sais-je ? no 3364, PUF, 1998  (ISBN 978-2130491057)
- (en) Russell Kirk, The Conservative Mind: From Burke to Eliot, Regnery, 1995 (7e édition), (ISBN 0-89526-724-1) :

Une version condensée (toujours en anglais) de ce livre peut être trouvée sur le site du Alabama Policy Institute.

#### Populisme
- Philippe Bernier Arcand, La Dérive populiste, Poètes de brousse, 2013, 170 p. (ISBN 9782923338620).
- Mudde Cas et Cristóbal Rovira Kaltwasser. Populism: A Very Short Introduction, ed Oxford University Press, 2017, 136p.
- Olivier Dard, Christophe Boutin et Frédéric Rouvillois, Le Dictionnaire des populismes, Paris, Les Éditions du Cerf, 2019.
- Dominique Reynié, Populisme : la pente fatale, Paris, Plon, 2011, 280 p.
- Pierre Rosanvallon (dir.), Paris, Seuil, coll. « Les Livres du nouveau monde », 2020, 275 p. (ISBN 978-2-02-140192-9).

#### Agrarisme
- Pierre Barral, Les Agrariens français de Méline à Pisani, Presses de la Fondation nationale des sciences politiques, 1968.
- David Bensoussan, Combats pour une Bretagne catholique et rurale. Les droites bretonnes dans l'entre-deux-guerres, Paris, Fayard, 2006.
- Jesse Callahan Bryant et Justin Farrell, « Conservatism, the Far Right, and the Environment ». Annual Review of Sociology, 22 avril 2024. https://doi.org/10.1146/annurev-soc-083023-035225.
- Eddy Dufourmont, Confucianisme et conservatisme au Japon : La trajectoire intellectuelle de Yasuoka Masahiro (1898-1983), Presses universitaires de Bordeaux, 2014.
- Robert O. Paxton, Le Temps des chemises vertes, Paris, Seuil, 1997, 314 p.
- Corinne Marache et René Bourrigaud, « Vers la structuration du monde agricole », in Jean-Marc Moriceau (dir.), Les Campagnes dans les évolutions sociales et politiques en Europe, des années 1830 à la fin des années 1920, SEDES/CNED, 2005 (ISBN 978-2-7181-9464-6).

#### Étude régionale
- Frédéric Boily, Le Conservatisme au Québec : retour sur une tradition oubliée, Québec, Presses de l'Université Laval, 2011.